# Spareribs

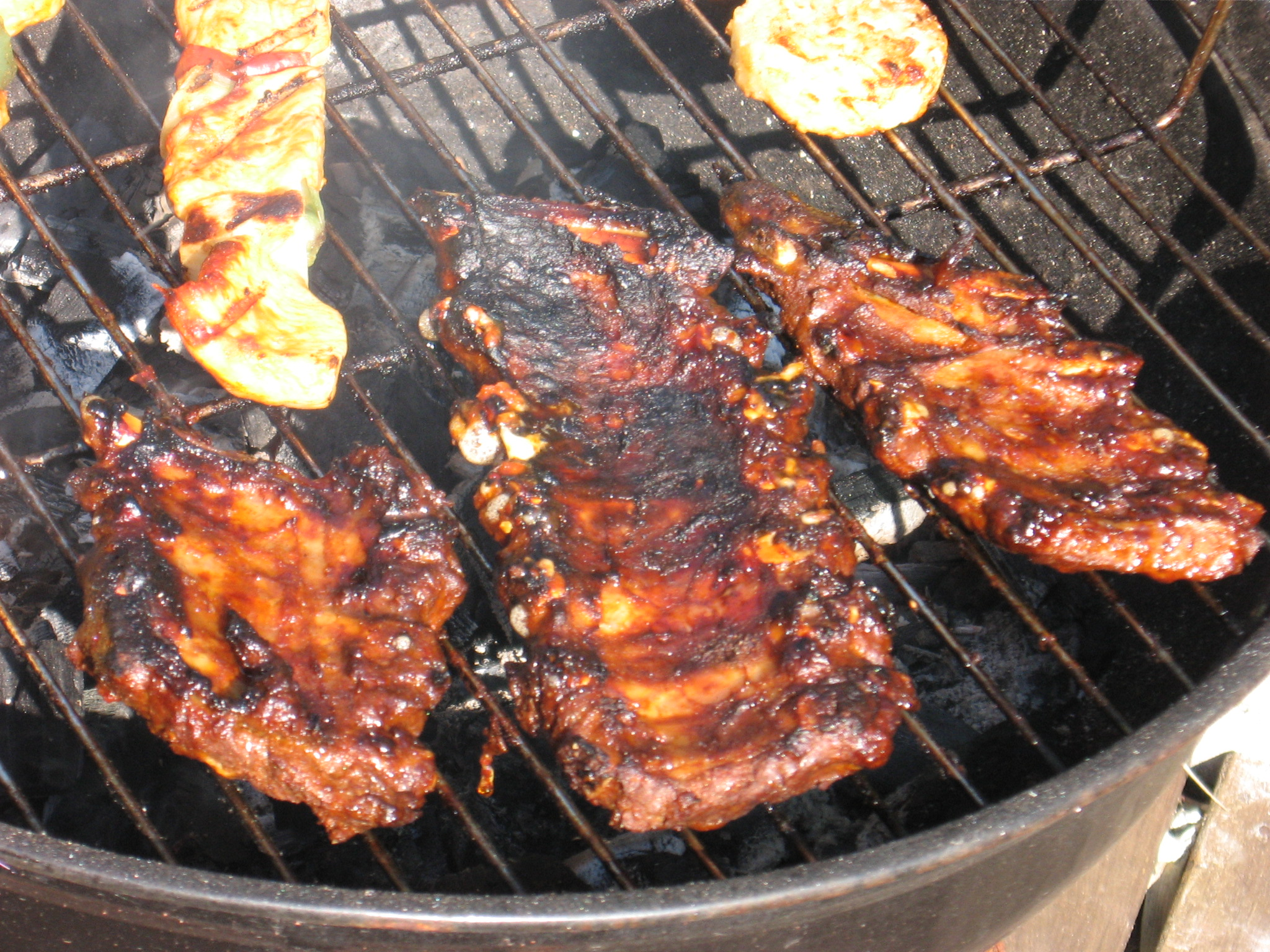
Spareribs op de barbecue

Spareribs (En: spare ribs, magere ribbetjes) is een vleesgerecht van geroosterd vlees aan varkensribben. 
Dit gerecht wordt over de gehele wereld gegeten. Het zijn de goedkoopste delen van varkensribben, afkomstig van onder de maag, borst en achter de schouders. Ze bevatten meestal 11 tot 13 botten. Het vlees zit op en tussen de botten, afhankelijk van de kwaliteit en grootte.
Voor de bereiding worden de spareribs in porties van 2 of 3 ribben verdeeld, afhankelijk van de grootte en rauw of voorgekookt in een meestal iets zoete marinade gelegd. Ten slotte worden ze geroosterd in een grill of oven.
Spareribs worden meestal met de vingers gegeten.
Vaak wordt gedacht dat spareribs ook van een koe kunnen komen, maar deze ribben worden shortribs genoemd.